# Sint-Procopiusbasiliek
De Sint-Procopiusbasiliek (Tsjechisch: Bazilika svatého Prokopa) is een 13e-eeuwse Romaans-Gotische kerk in de Tsjechische plaats Třebíč en is vernoemd naar Procopius van Sázava. De kerk is het enige overgebleven gebouw van een klooster dat in 1101 gesticht was door Benedictijner monniken. In de 13e eeuw werd aan dit klooster de kerk toegevoegd, die met een lengte van ruim 100 m een van de grootste van Europa is. Bij de kerk hoort een ondergronds lapidarium, het Benedictijnse Lapidarium.
De kerk kwam in de Middeleeuwen in handen van de Hussieten, die de kerk voor een deel vernietigden. De kerk werd daarna weer hersteld, maar werd weer beschadigd tijdens de Dertigjarige Oorlog. In de 18e eeuw is de kerk gerestaureerd onder leiding van de architect Franz Maximilian Kaňka en in de 20e eeuw onder leiding van K. Hilbert.
De kerk werd in 2003 opgenomen op de UNESCO-werelderfgoedlijst, samen met de Joodse wijk.

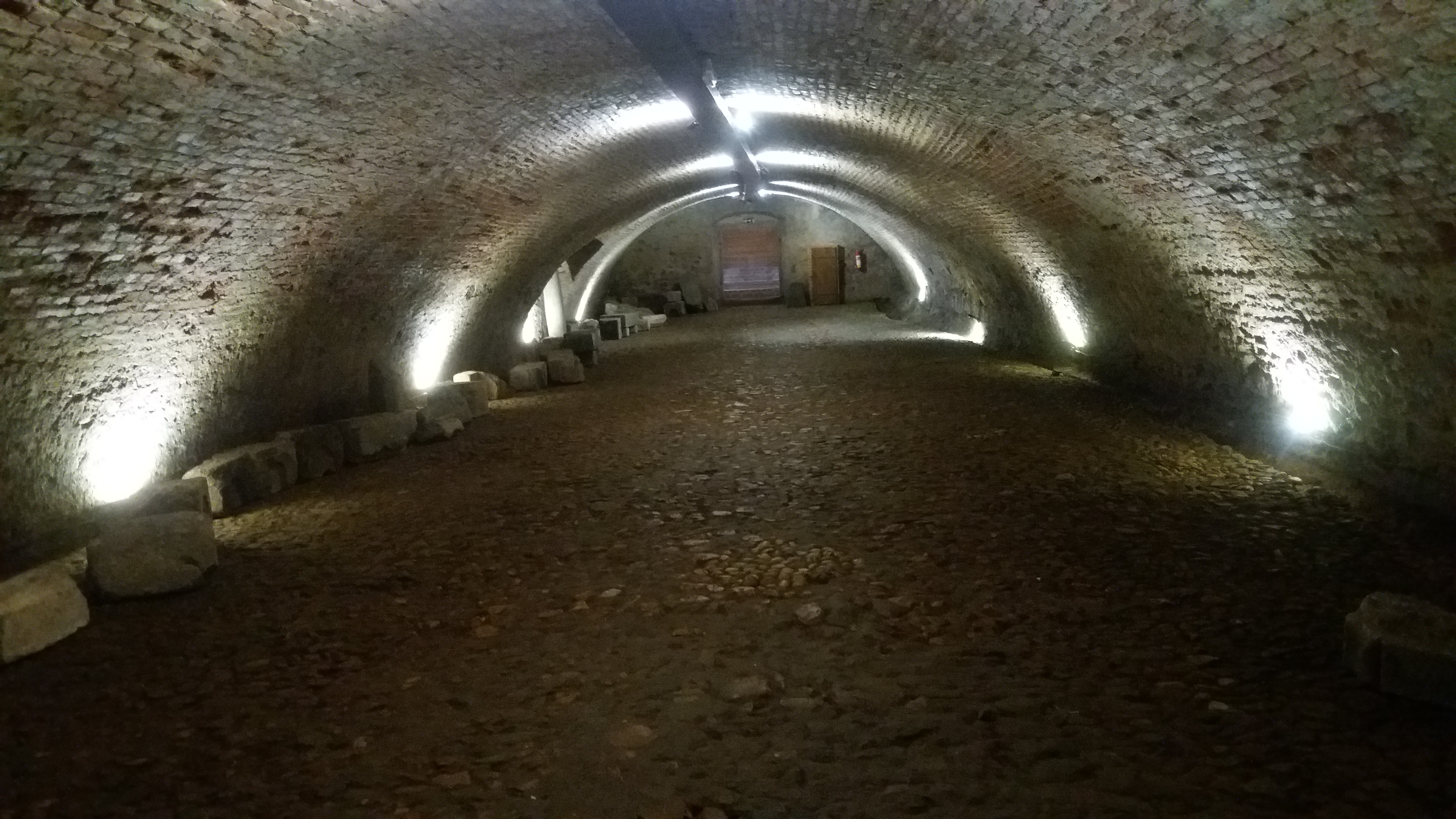
Benedictijns Lapidarium
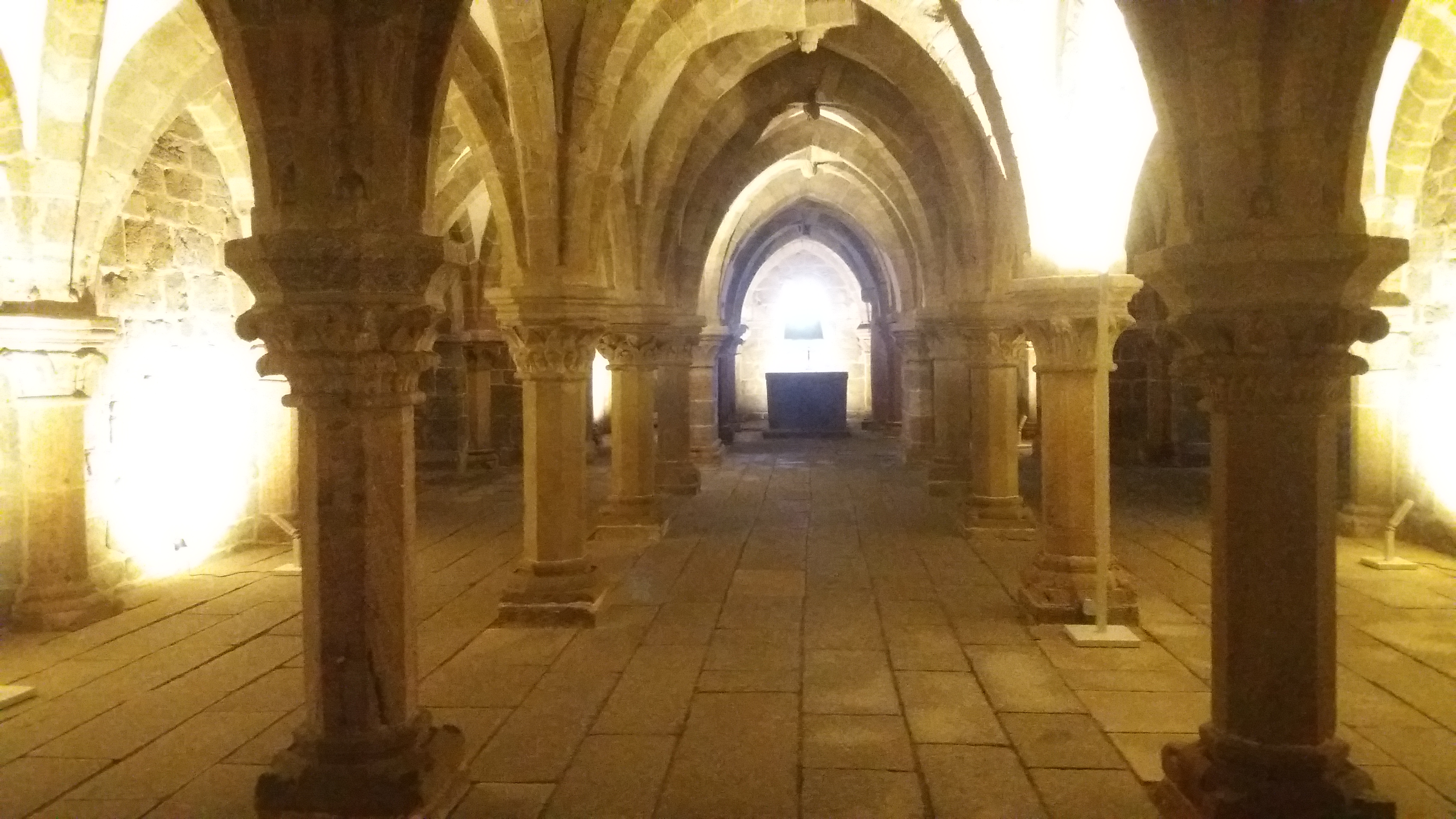
Crypte van de Sint-Procopiusbasiliek
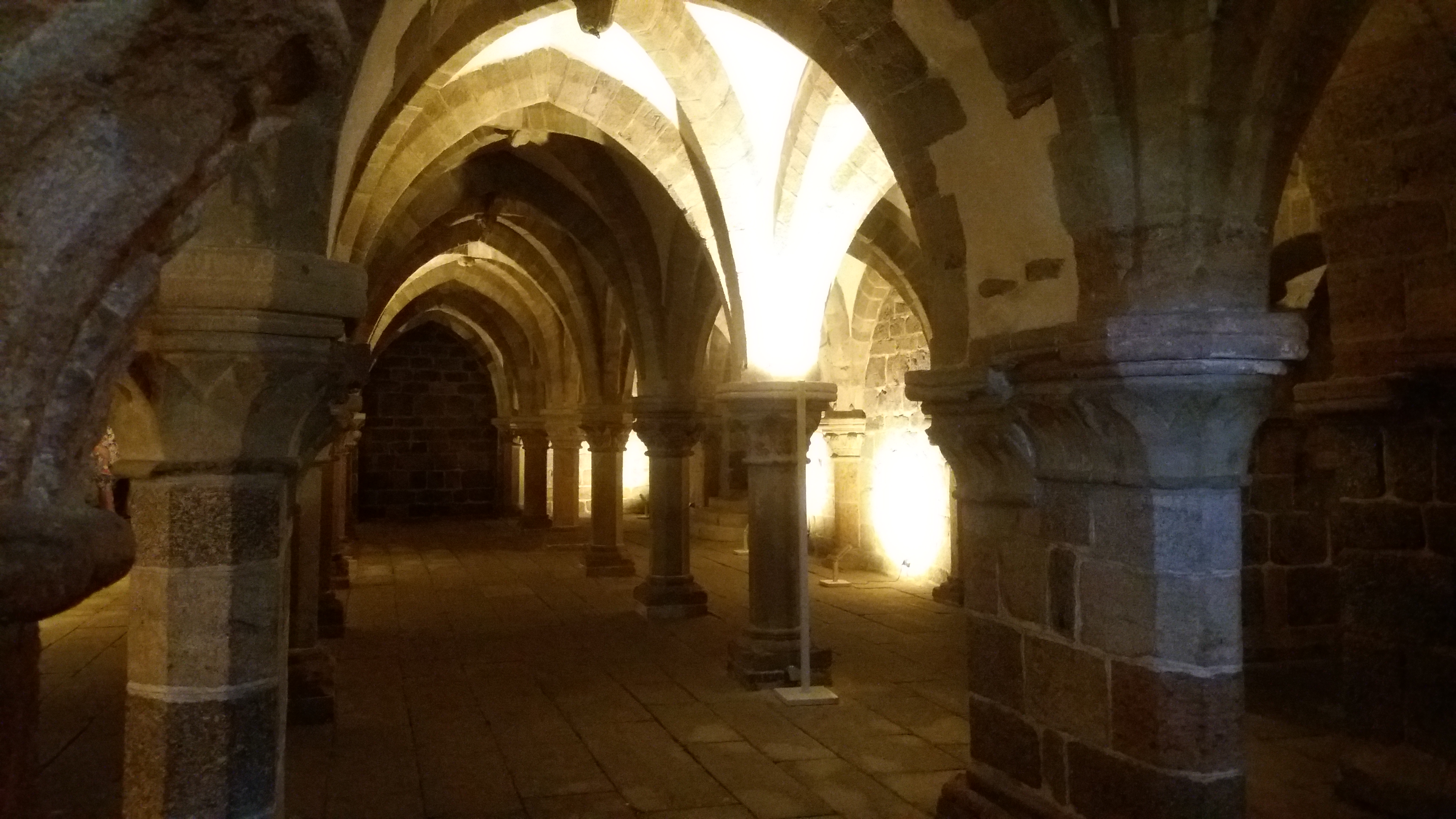
Crypte van de Sint-Procopiusbasiliek